# Al-Hussein Sport Club
L'Al-Hussein Sport Club, meglio noto come Al-Hussein, è una società calcistica giordana di Irbid.
Fondato nel 1964, il club disputa le gare interne allo stadio Al-Hassan in tenuta giallonera.

## Palmarès

### Competizioni nazionali
- Jordan League: 2

2023-2024, 2024-2025
- Coppa della Federazione giordana: 3

1994,2003,2005
- Supercoppa di Giordania : 3

2003, 2024, 2025